# Микромеханическое моделирование каменных стен
Микромеханическое моделирование каменных стен — метод моделирования при котором каменная кладка  рассматривается как неоднородная (гетерогенная система), состоящая из кладочных элементов (кирпича, природных или искусственных камней, бетонных блоков и др.) ,  строительного раствора и контактных поверхностей (интерфейсов)  между ними. 
Расчёт каменных стен  с использованием микромеханического моделирования выполняется методом конечных элементов (МКЭ) c применением вычислительной техники. Компоненты гетерогенной системы рассматриваются как совокупность изотропных конечных  элементов (КЭ), свойства которых определяются раздельно для кладочных элементов, растворных швов и интерфейсов между ними.

## Область применения
Микромеханическое моделирование применяют для кладки, имеющей регулярную, повторяющуюся структуру. В такой кладке выделяют одинаковые, многократно повторяющиеся объёмы, которые кладки называют основной ячейкой.

## Варианты  микромеханического моделирования

### Упрощённое микромеханическое моделирование
Компонентами гетерогенной системы при упрощённом микромеханическом моделировании  являются кладочные элементы и интерфейсы кладочных элементов и растворных швов. Размеры кладочных элементов принимаются с учётом толщины примыкающих к ним растворных швов, а  сами растворные швы заменяются конечными элементами нулевой толщины. При ленточной перевязке кладки каждый кладочный элемент, как правило, моделируется двумя одинаковыми конечными элементами. Упрощённое микромеханическое моделирование называют также мезомеханическим моделированием.  
Мезомеханическое моделирование кладки, по-видимому,  впервые применил  A.W. Page. 

Варианты мезомеханического моделирования предложены в работах 

и других.

### Детальное микромеханическое моделирование
При детальном микромеханическом моделированием каждый кладочный элемент заменяется для расчёта совокупностью мелких конечных элементов), размеры которых меньше толщины растворных швов в два и более раза. Растворные швы также расчленяются на КЭ аналогичных размеров. Дополнительно используются КЭ нулевой толщины для интерфейсов кладочных элементов и растворных швов. 
Детальное микромеханическое моделирование наиболее просто выполнять для случаев, когда все основные ячейки имеют одинаковое напряжённое состояние (например, при осевом сжатии нормально и параллельно постели кладки, чистом сдвиге). Этот случай используется для гомогенизации кладки при макромоделировании.
В случаях, когда кладка имеет неоднородное напряжённое состояние и возможно перераспределение напряжений вследствие нелинейного деформирования конструкций, детальное микромеханическое моделирование связано с  многократным повторением расчёта для каждого конечного элемента пластины. Это обстоятельство существенно увеличивает трудоёмкость расчёта и делает неприемлемым микромоделирование для расчёта реальных каменных конструкций

## Критерии разрушения компонентов кладки

### Кладочные элементы
При моделировании кладки плоскими КЭ для кладочных  элементов чаще всего используют различные комбинации "классических" теорий прочности (например, теории Мизеса для области двухосного сжатия и теории Мора-Кулона для областей, где одно или оба главных напряжения растягивающие). При использовании пространственных КЭ применяют  критерий прочности Друкера-Прагера.

### Растворные швы
Критерии прочности растворных швов при детальном микромеханическом моделировании аналогичны критериям для кладочных элементов, но с численными параметрами, которые соответствуют прочностным характеристикам раствора в швах.При упрощённом микромеханическом моделировании наличие растворных швов учитывается в критериях прочности для интерфейсов кладочных элементов и растворных швов.

### Интерфейсы
Для интерфейса кладочных элементов и растворных швов, как правило, используют модифицированное условие прочности  Мора-Кулона в виде "кэп модели" (с ограничениями в области предельных растягивающих и сжимающих нормальных напряжений).

## См.  также
- Сопротивление материалов

- Механика разрушения

- Прочность

- Критерии разрушения каменных конструкций